# 유가 (방악후)
유가(劉嘉, ? ~ ?)는 전한 말기의 제후로, 광릉무왕(廣陵繆王)의 아들이다.

## 생애
원수 원년(기원전 2년), 방악후(方樂侯)에 봉해졌다.
방악후 가 11년(9년), 전한이 멸망하여 작위가 박탈되었다.

## 출전
- 반고, 《한서》 권15하 왕자후표 下